# Roeselia biconigera
Roeselia biconigera är en fjärilsart som beskrevs av Max Wilhelm Karl Draudt 1918. Roeselia biconigera ingår i släktet Roeselia och familjen trågspinnare. Inga underarter finns listade.